# Robert Green (football)
Pour les articles homonymes, voir Robert Green et Green.
Robert Paul Green, né le 18 janvier 1980 à Chertsey, est un footballeur international anglais qui évolue au poste de gardien de but entre 1999 et 2019.

## Biographie

### Norwich
Green joue son premier match pour Norwich le 11 avril 1999 contre Ipswich Town. Après qu'Andy Marshall quitte le club, Green en devient le premier gardien.

### West Ham
Au mois d'août 2006, il est acheté par West Ham.

### Queens Park Rangers
Le 21 juin 2012, Green signe un contrat de deux ans en faveur des Queens Park Rangers, le transfert prenant effet à l'ouverture du marché le 1er juillet suivant.

### Leeds United
Le 6 juillet 2016, il s'engage pour une saison avec Leeds United. D'abord prolongé en mars 2017, le contrat du gardien est finalement résilié à l'amiable fin août.

### Huddersfield Town
Le 27 août 2017, Green s'engage pour un an avec le promu Huddersfield Town. Il ne dispute aucun match avec l'équipe première des Terriers et est libéré à l'issue de son contrat en juin 2018.

### Chelsea FC
Le 26 juillet 2018, Green est recruté par le Chelsea FC en qualité de troisième gardien. Il ne joue aucun match avec Chelsea et annonce qu'il met un terme à sa carrière le 31 mai 2019.

### Sélection nationale
En mars 2004, il est pré-sélectionné pour la première fois en équipe d'Angleterre pour disputer un match contre la Suède, mais il honore sa première sélection en mai 2005 contre la Colombie. Green est choisi pour faire partie de l'équipe nationale à la Coupe du monde 2006, il est alors le seul joueur sélectionné à ne pas jouer en première division. Néanmoins, il se blesse à l'aine lors d'un match amical contre la Biélorussie. Scott Carson prend alors sa place et Green ne peut donc pas s'envoler pour l'Allemagne.
En 2010, Fabio Capello choisit de titulariser Robert Green pour la Coupe du monde 2010. Lors du premier match de l'Angleterre contre les États-Unis, il commet une bourde qui permet aux Américains d'égaliser. À la suite de cela, il perd sa place pour tout le tournoi au profit de David James. Lors de l'Euro 2012, Robert Green est retenu en tant que second gardien, derrière Joe Hart.

## Palmarès

### En club
- Norwich City
  - Champion d'Angleterre de D2 en 2004.